# 索托自由堡
索托自由堡（義大利語：Castelfranco di Sotto）是意大利比萨省的一个市镇。总面积48.36平方公里，人口12900人，人口密度266.7人/平方公里（2009年）。ISTAT代码为050009。